# Les Borges del Camp
Borjas del Campo (Les Borges del Camp) là một đô thị trong comarca Baix Camp, tỉnh Tarragona, cộng đồng tự trị Catalonia, Tây Ban Nha. Dân số năm 2006 là 1.914 người.